# Leamington Hastings
Leamington Hastings is een civil parish in het bestuurlijke gebied Rugby, in het Engelse graafschap Warwickshire met 440 inwoners.